# János Borzsei
János Borzsei (* 1943) ist ein ehemaliger ungarischer Tischtennisspieler. Er wurde bei der Europameisterschaft 1968 Zweiter im Einzel.

## Werdegang
János Borzsei ist Abwehrspieler. Von 1967 bis 1975 nahm er viermal an Weltmeisterschaften teil. Dabei erreichte er 1973 im Einzel das Viertelfinale, 1975 wurde er mit der ungarischen Mannschaft Fünfter.
Zweimal gewann er bei Europameisterschaften Silber. 1968 verlor er im Einzel das Endspiel gegen den Jugoslawen Dragutin Šurbek, 1974 wurde er im Teamwettbewerb Zweiter. Mit Eberhard Schöler erreichte er 1972 im Doppel das Halbfinale.
Im Dezember 1968 belegte er Platz fünf in der ITTF-Weltrangliste.
Mit dem Verein Bp. Vasutas SC wurde er 1972, 1974, 1978 und 1979 ungarischer Mannschaftsmeister.

## Turnierergebnisse
| Verband | Veranstaltung       | Jahr | Ort         | Land | Einzel        | Doppel        | Mixed         | Team |
| ------- | ------------------- | ---- | ----------- | ---- | ------------- | ------------- | ------------- | ---- |
| HUN     | Europameisterschaft | 1976 | Prag        | TCH  | letzte 16     | Viertelfinale | Viertelfinale |      |
| HUN     | Europameisterschaft | 1974 | Novi Sad    | YUG  | letzte 16     |               |               | 2    |
| HUN     | Europameisterschaft | 1972 | Rotterdam   | NED  | letzte 16     | Halbfinale    |               |      |
| HUN     | Europameisterschaft | 1970 | Moskau      | URS  | letzte 16     | Viertelfinale |               |      |
| HUN     | Europameisterschaft | 1968 | Lyon        | FRA  | Silber        |               |               |      |
| HUN     | EURO-TOP12          | 1976 | Lübeck      | FRG  | 12            |               |               |      |
| HUN     | EURO-TOP12          | 1975 | Wien        | AUT  | 12            |               |               |      |
| HUN     | EURO-TOP12          | 1974 | Trollhatten | SWE  | 9             |               |               |      |
| HUN     | Weltmeisterschaft   | 1975 | Calcutta    | IND  | letzte 32     | letzte 64     | letzte 64     | 5    |
| HUN     | Weltmeisterschaft   | 1973 | Sarajevo    | YUG  | Viertelfinale | letzte 32     | letzte 64     | 7    |
| HUN     | Weltmeisterschaft   | 1969 | München     | FRG  | letzte 32     | letzte 32     | letzte 32     | 9    |
| HUN     | Weltmeisterschaft   | 1967 | Stockholm   | SWE  | letzte 64     | letzte 64     | letzte 32     | 10   |